# Rachel Crothers

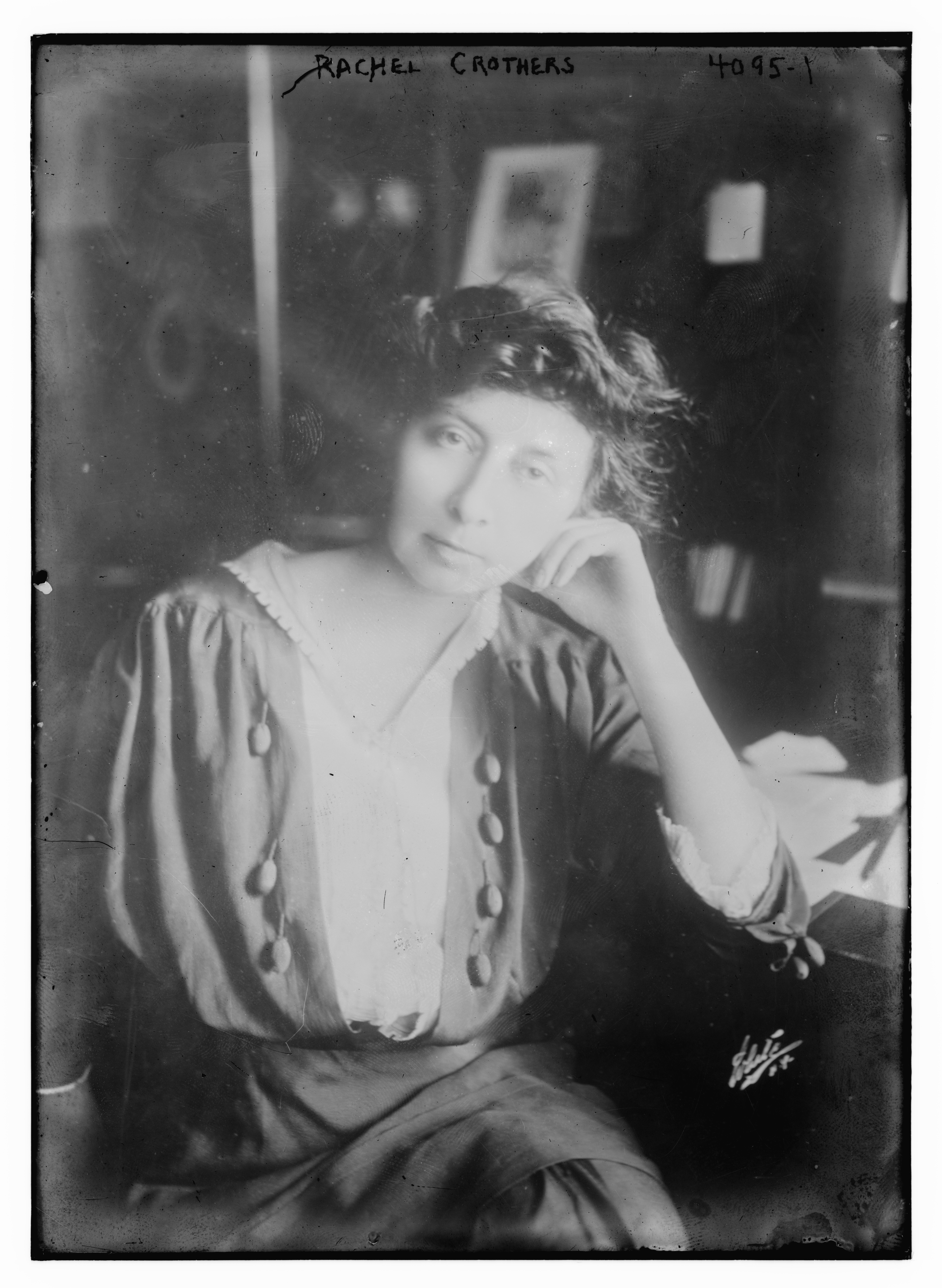
Rachel Crothers alrededor de 1915

Rachel Crothers (Bloomington, Illinois, 12 de diciembre de 1878 - Danbury, Connecticut, 5 de julio de 1958) fue una dramaturga y directora de teatro estadounidense conocida por sus obras bien elaboradas que a menudo trataban temas feministas. Entre los historiadores del teatro, generalmente se la reconoce como "la dramaturga más exitosa y prolífica de la primera parte del siglo XX". Una de sus obras más famosas Susan and God (1937), fue llevada al cine por MGM en 1940 y protagonizada por Joan Crawford y Fredric March.

## Biografía
Crothers nació el 12 de diciembre de 1878 en Bloomington, Illinois, hija del Dr. Eli Kirk Crothers y la Dra. Marie Louise (de Pew) Crothers. La madre de Crothers, una mujer de mentalidad independiente cuyo padre había sido amigo de Abraham Lincoln, fue a la escuela de medicina a los cuarenta años y se convirtió en una de las primeras mujeres médicas en Illinois, encontrando y finalmente superando mucha oposición a su práctica en Bloomington. Aunque sus padres eran religiosos y conservadores, sin especial interés por el teatro, los temas del dinero, la igualdad, la asunción de riesgos y el lugar de la mujer en el mundo formaron parte de la vida de Crothers desde sus primeros años.
La familia tenía la intención de que sus hijas recibieran educación, y Crothers se graduó de Illinois State University High School en 1891, a la temprana edad de trece años. Al año siguiente, asistió a la New England School of Dramatic Instruction en Boston, donde cultivó su pasión por el teatro. Sus padres se opusieron a su deseo de trasladarse a Nueva York para hacer carrera en el teatro e insistieron en que regresara a Illinois. Sin embargo, su interés por la actuación continuó incluso allí, y fue miembro fundador del Bloomington Dramatic Club. Su gusto teatral era bastante avanzado para la época: la todavía escandalosa Casa de muñecas de Ibsen fue una de sus sugerencias para una producción del Club. A los diecinueve años, cinco años después de la muerte de su padre, a Crothers se le permitió realizar su sueño y mudarse por su cuenta a Nueva York. "No conocía a nadie en Nueva York", recordó más tarde, "pero había oído hablar de David Belasco y Daniel Frohman, y tuvieron la amabilidad de responder mis cartas". Aquello fue estímulo suficiente y, aunque la ayuda de los famosos productores terminó allí, ella se marchó de Bloomington a Manhattan (con el respaldo financiero de su madre), se matriculó en clases de interpretación y encontró pequeños papeles en compañías de reparto y de gira.
En 1899, Crothers ya escribía sus propias obras de un solo acto y, en los años siguientes, a medida que estas obras recibían producciones y buenas críticas, fue ganando reputación como joven dramaturga de gran potencial, interesada en el "drama social" al estilo de Ibsen. Su gran oportunidad llegó en 1906, a los veintiocho años, cuando se produjo su primera obra completa, The Three of Us (Nosotros tres), que se representó durante 277 funciones en el Madison Square Theatre de Nueva York. La obra se estrenó en Londres en el Terry's Theatre el 10 de junio de 1908, con Fannie Ward como protagonista.
A partir de entonces y hasta la década de 1940, Crothers fue un nombre importante en el mundo del teatro de Broadway. Su trayectoria comercial fue irregular -éxitos y fracasos a partes iguales-, pero en su madurez ya era una escritora productiva y respetada, con una considerable obra a sus espaldas.
En 1917, durante la Primera Guerra Mundial, Crothers fundó y dirigió el Stage Women's Relief Fund. En 1932, ayudó a fundar Stage Relief Fund, una respuesta a la Gran Depresión, y permaneció como directora hasta 1951. En 1940, lideró la organización del American Theatre Wing, que operaba el famoso Stage Door Canteen, y siguió siendo su directora ejecutiva hasta 1950.
Murió el 5 de julio de 1958 en Danbury, Connecticut.

## Trabajos

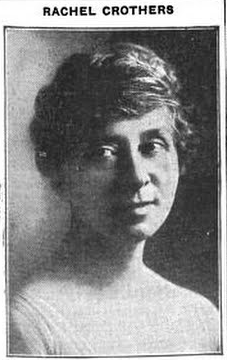
Rachel Crothers de una publicación de 1917

Las obras de Crothers a menudo trataban temas sociales contemporáneos y problemas morales que afectaban a las mujeres, incluido el doble rasero sexual, el matrimonio de prueba, el "amor libre", el divorcio, la prostitución y la psicología freudiana. Aunque algunas de sus obras son expresiones claras y provocativas de simpatía por los retos a los que tuvieron que enfrentarse las mujeres del siglo XX y presentan personajes He and Shefemeninos jóvenes de audacia y originalidad, otras contienen un elemento de comedia, incluso de parodia, y una crítica implícita del feminismo radical; por lo tanto, su obra no puede caracterizarse fácilmente en un sentido político. En algunas obras, sus jóvenes de espíritu libre vuelven a los roles tradicionales al final, especialmente cuando corren el peligro de perder al hombre que aman, y en otras obras "Crothers registra un sentimiento de desilusión con el movimiento feminista y una tendencia a culparlo de las deficiencias en la vida emocional de las mujeres". Pero Crothers escribió en un periodo de rápidos cambios sociales, como ella bien sabía. "Si quieres ver el signo de los tiempos, observa a las mujeres", comentó en 1912. "Su evolución es lo más importante de la vida moderna".
Cuando se escribió The Three of Us, la Decimonovena Enmienda estaba catorce años en el futuro y relativamente pocas mujeres cuestionaron las desigualdades maritales; cuando dejó de escribir obras de teatro a fines de la década de 1930, el mundo, al menos para las mujeres de clase media en los Estados Unidos, había cambiado profundamente. Las más de treinta obras de teatro Crothers reflejan esos cambios, más sutilmente de lo que a veces se le ha atribuido.
He and She (1920), por ejemplo, ilustra el sentido matizado de Crothers de los problemas de género que tenían los estadounidenses modernos en este período de cambio. Ambientada en 1910, más o menos en la época en que Crothers redactó originalmente la obra, He and She toma como protagonistas a un atractivo matrimonio, Tom y Ann Herford. Son una pareja cosmopolita con carrera, un hijo y un matrimonio feliz. Tom apoya los derechos de la mujer y se alegra de que su esposa haya demostrado talento en su propio campo, la escultura. Pero cuando pierde un importante encargo escultórico a manos de Ann, las creencias de la familia se ponen a prueba: ¿Podrá Tom vivir con el éxito público de su mujer y con su propio y visible fracaso? ¿Puede Ann soportar la vergüenza de Tom y el efecto que puede tener en su relación? ¿Los compromisos profesionales de Ann la alejarán aún más de sus deberes maternales para con una hija adolescente que ya se siente desatendida debido a la ajetreada vida laboral de sus padres? Otros personajes son el ayudante de Tom, que se sincera al esperar que su prometida abandone su carrera como periodista y se convierta en ama de casa cuando se casen (una perspectiva nada agradable para la joven); el padre de Ann, consternado por el hecho de que su hija se plantee siquiera poner en peligro su matrimonio de este modo; y la hermana soltera de Tom, que se mantiene a sí misma pero que ha alcanzado este estatus al no tener marido ni hijos, una pérdida que lamenta.
La obra termina con Ann argumentando que la decisión de tener hijos, para una mujer, lo cambia todo; la maternidad debe primar sobre la carrera profesional. Sin embargo, He and She consigue no parecer un tratado reaccionario o antifeminista. La injusticia inherente al dilema al que se enfrentan los Herford ha quedado bien establecida, dejando al público materia para la reflexión. Las capacidades y la grandeza de espíritu de Ann se han mostrado hábilmente (es uno de los grandes personajes femeninos del drama americano de 1920). Y lo que es más importante, Crothers ha situado su historia en un mundo real de buenas intenciones y duros hechos: la verdadera igualdad sigue siendo una pretensión, incluso entre hombres y mujeres liberales, ya que alguien tiene que cuidar de los niños. Los valores de la generación anterior (representada por el padre de Ann), para la que no hay nada que debatir, y los valores de la Nueva Mujer (representada por la prometida del ayudante de Tom, que no tiene intención de renunciar a su trabajo cuando se case) también se hacen notar con eficacia. He and She se representó en Broadway en 1920 con el beneplácito de la crítica (aunque no tuvo un gran éxito de taquilla) y se reestrenó en Nueva York, en una producción bien recibida, en 1980 y de nuevo en 2005.
Crothers trabajó en un contexto que era a la vez oportuno y, en cierto modo, sorprendentemente a contracorriente. En los años inmediatamente anteriores a la Primera Guerra Mundial, por ejemplo, en Broadway se pusieron de moda las obras sobre la trata de blancas, las enfermedades de transmisión sexual y los burdeles. La mayoría de los guionistas eran hombres, por supuesto, y una escena de burdel o secuestro en el primer acto, al borde de la legalidad pero excitante, formaba parte del patrón de estas obras, normalmente formulistas. Comenzó a trabajar en la obra en 1912, antes de que se pusiera de moda, visitó el reformatorio para mujeres de Bedford Street para hablar con algunas trabajadoras del sexo encarceladas y optó por adoptar una perspectiva totalmente centrada en la mujer. En lo que un historiador del teatro ha calificado como "la mejor de todas las obras sobre la trata de blancas" de la época, Ourselves cuenta la historia de una mujer que intenta rehacer su vida tras salir de la cárcel, pero que se enfrenta por todas partes a personas que quieren que vuelva a las andadas, que no creen que ese objetivo sea posible para una "mujer caída". Al igual que en Mrs. Warren's Profession, de George Bernard Shaw, en la obra no hay ningún burdel para entretener a un público voyeurista; hay una clara sugerencia de que los apetitos sexuales masculinos son el problema, no la debilidad o la inmoralidad de las mujeres; y el autor expresa cierto escepticismo sobre las intenciones reformistas en una sociedad aferrada a su hipocresía. Sin embargo, Crothers va más allá: un personaje (que claramente se hace eco de la opinión de la escritora) sugiere explícitamente que los hombres deberían ser juzgados con la misma dureza y prontitud por la sociedad que las mujeres infractoras, y al mismo tiempo Crothers reconoce que los impulsos sexuales de las mujeres no son del todo irrelevantes para el asunto que está dramatizando. Las críticas de la obra fueron dispares, y muchos críticos se quejaron de que Crothers había escrito muy pocos papeles masculinos (solo cuatro de veintiún personajes son hombres) y se había centrado casi exclusivamente en "el punto de vista femenino".
Otras obras de Crothers que tratan sobre la identidad femenina y las presiones sociales para conformarse, son por ejemplo su primera obra, The Three of Us (1906), en la que la protagonista femenina, propietaria de una mina de Nevada, protesta contra la idea de que el "honor" de una mujer es algo que los hombres deben sentirse obligados a proteger; A Man's World (1910), la historia de una mujer escritora que publica bajo el nombre de un hombre con la esperanza de una mayor aceptación; y Young Wisdom (1914), una sátira de la Nueva Mujer y la idea de los matrimonios de prueba. Nice People (1921) y Mary the Third (1923) incluyen retratos cómicos de flappers (Tallulah Bankhead interpretó a una de las flappers en Nice People ), mientras que As Husbands Go (1931) y When Ladies Meet (1933) exploran las actitudes durante la Depresión relacionadas con el progreso de la mujer desde la instauración del sufragio.
La última obra de Crothers producida profesionalmente, Susan and God (1937), fue su mayor éxito comercial. La obra cuenta la historia de una mujer rica, mimada e inquieta que encuentra sentido a su vida sin rumbo en un movimiento evangélico e intenta convertir a sus amigos de Park Avenue. Planea abandonar a su marido alcohólico y a su hija para asumir un papel público como evangelista, para el que está ridículamente mal preparada. Al final, Susan acepta que se ha equivocado tras su conversión, que la fe y la salvación son mucho más complejas de lo que había reconocido, y que un acto más amoroso y con más sentido sería ayudar a su marido a conseguir una vida estable. La biógrafa de Crothers, Lois Gottlieb, considera que el retrato del personaje principal es "satírico pero, en última instancia, comprensivo".
Crothers formaba parte de una "red de viejas chicas" profesionales del teatro que tomó forma en los años 20. Preguntada por Djuna Barnes en una entrevista de 1931 sobre cómo había podido hacer una carrera de éxito en un campo dominado por los hombres, Crothers respondió:  "Para una mujer, lo mejor es buscar ayuda en las mujeres; las mujeres son más atrevidas, están dispuestas a correr los riesgos más extraordinarios.... Creo que habría tardado más en conocer mi destino si hubiera tenido que luchar sólo con los hombres". Las actrices apreciaban especialmente los papeles fuertes que creaba para ellas, y los papeles principales en sus obras fueron interpretados por Ethel Barrymore, Estelle Winwood, Katharine Cornell, Tallulah Bankhead y Gertrude Lawrence.

## Legado
Crothers abrió nuevos caminos dirigiendo, creando escenografías y eligiendo el reparto de la mayoría de sus propias obras. También dirigió obras escritas por otros autores. Aunque poco conocida hoy en día, Crothers fue considerada la mujer con más éxito de las que escribieron obras de teatro en las décadas anteriores al ascenso de Lillian Hellman en los años treinta.
Crothers abrió las puertas del teatro a las mujeres antes de la Segunda Guerra Mundial. También fue conocida como filántropa y activista. Creó varias organizaciones para mejorar el bienestar de sus colegas teatrales: el United Theatre Relief Committee, el Stage Relief Fund (del que fue directora de 1932 a 1951), el Stage Women's War Relief Fund y el American Theatre Wing for War Relief, que gestionaba la famosa Stage Door Canteen, de la que fue directora ejecutiva hasta 1950. El 25 de abril de 1939, Eleanor Roosevelt concedió a Crothers el premio nacional al logro de la hermandad Chi Omega, una medalla de oro otorgada "a una mujer estadounidense de notables logros en el ámbito profesional, la administración pública, el arte, las letras, los negocios y las finanzas, o la educación".
Según su biografía en Literature OnLine, Crothers "se distinguió como una de las dramaturgas estadounidenses más significativas de principios del siglo XX y como una fuerza influyente en el desarrollo del drama moderno". Como una "auténtica pionera" la describió Ethan Mordden en su historia de Broadway, All That Glitters. Crothers, que nunca se casó, murió en su casa de Danbury, Connecticut, en 1958 a los 79 años.

## Obras principales
- Nora (1903)[18]
- The Point of View (1904)
- Criss Cross (1904)[19]
- Rector (1905)
- The Three of Us (1906)[20]
- The Coming of Mrs. Patrick (1907)
- Myself Bettina (1908)
- Kiddies (1909)
- A Man's World (1910)
- He and She (1911)
- The Herfords (1912)
- Ourselves (1913)[21]
- Young Wisdom (1914)
- The Heart of Paddy Whack (1914)
- Old Lady 31 (1916)
- Mother Carey's Chickens (1917)
- Once Upon a Time (1918)
- A Little Journey (1918)
- 39 East (1919)
- Nice People (1921)
- Everybody (1921)
- Mary the Third (1923)
- Expressing Willie (1924)
- A Lady's Virtue (1925)
- Venus (1927)
- Let Us Be Gay (1929)
- As Husbands Go (1931)
- When Ladies Meet (1932)
- Caught Wet (1932)
- Susan and God (1937)

## Adaptaciones
- The Three of Us: película muda de 1914 protagonizada por Mabel Taliaferro, Creighton Hale y Master Stuart.[22]
- A Man's World: película muda de 1918 protagonizada por Emily Stevens, John Merkyl y Frederick Truesdell.[23]
- Old Lady 31: película muda de 1920 protagonizada por Emma Dunn y Henry Harmon.[24] Rehecha en 1941 como El capitán es una dama, protagonizada por Charles Coburn, Beulah Bondi y Virginia Gray.[25]
- 39 East: película muda de 1920 protagonizada por Constance Binney, Reginald Denny y Alison Skipworth.[26]
- Gente agradable: película muda de 1922 protagonizada por Wallace Reid, Bebe Daniels y Conrad Nagel.[27]
- Wine of Youth: película muda de 1924, basada en la obra de teatro de Crothers Mary the Third: a Comedy in Prologue and Three Acts, protagonizada por Eleanor Boardman, James Morrison, Johnnie Walker y Pauline Garon, dirigida por King Vidor.[28]
- A Little Journey: película muda de 1927 protagonizada por Claire Windsor, William Haines y Harry Carey.[29]
- Let Us Be Gay: Película de 1930 protagonizada por Norma Shearer.[30] La obra también fue filmada en una versión en francés en 1931, titulada Soyons gais, dirigida por Arthur Robison y protagonizada por Lili Damita.[31]
- As Husbands Go: Película de 1933 protagonizada por Warner Baxter, Helen Vinson y Warner Oland.[32]
- When Ladies Meet: Película de 1933 protagonizada por Ann Harding, Myrna Loy, Robert Montgomery, Alice Brady y Frank Morgan.[33] Rehecha en 1941, bajo el mismo título, protagonizada por Joan Crawford, Robert Taylor y Greer Garson.[34]
- Mother Carey's Chickens: Película de 1938 protagonizada por Anne Shirley y Ruby Keeler.[35]
- Susana y Dios: Película de 1940 protagonizada por Joan Crawford y Fredric March, dirigida por George Cukor.[36]

## Filmografía
- The Perils of Divorce: historia de la película muda de 1916 protagonizada por Edna Wallace Hopper, Frank Sheridan y Macey Harlam.[37]
- Splendor: Historia y guion de la película de 1935 protagonizada por Miriam Hopkins y Joel McCrea.[38]
- No más mujeres: Adaptación para la película de 1935 protagonizada por Joan Crawford y Robert Montgomery.[39]